# Glenn Druery
Glenn Druery är en australisk ultradistans-cyklist och politisk strateg som haft stor betydelse för valframgångarna för många småpartier och mikropartier i Australien sedan mitten av 1990-talet.

## Cykling
Efter att ha tillfrisknat från en svår sjukdom i 30-årsåldern deltog han i Race Across America (RAAM), ett lopp tvärsöver USA och som kallats världens hårdaste cykellopp, fyra gånger på 2000- och 2010-talet (2005, 2007, 2009 och 2012). 2009 vann hans 4-mannalag, Team RANS, 5000 km-tävlingen på sex dagar, tre timmar och 40 minuter. 2012 vann han sin kategori i RAAM och lyfte i samband med det även upp HIV-frågan och samlade pengar till HIV-forskning.

## Politik
1996 var han ledande i formandet av Outdoor Recreation Party. Inför New South Wales state election, 1999 föreslog han en ny strategi eller modell för att småpartier och mikropartier skulle ha större möjligheter i valen. Strategin blev känd som 'preference harvesting'.